# Jegor Korotkow
Jegor Wadimowicz Korotkow (ros. Егор Вадимович Коротков; ur. 14 kwietnia 1986 w Triochgornym) – rosyjski narciarz dowolny, specjalizujący się w skicrossie. Zajął piąte miejsce w tej konkurencji podczas igrzysk olimpijskich w Soczi w 2014 r. Był też między innymi szesnasty na mistrzostwach świata w Deer Valley w 2011 roku. Najlepsze wyniki w Pucharze Świata osiągnął w sezonie 2011/2012, kiedy to zajął 31. miejsce w klasyfikacji generalnej, a w klasyfikacji skirossu był 10.

## Osiągnięcia

### Igrzyska olimpijskie
| Miejsce | Dzień     | Rok  | Miejscowość | Konkurencja | Zwycięzca             |
| ------- | --------- | ---- | ----------- | ----------- | --------------------- |
| 25.     | 21 lutego | 2010 | Vancouver   | Skicross    | Michael Schmid        |
| 5.      | 20 lutego | 2014 | Soczi       | Skicross    | Jean Frédéric Chapuis |
| 27.     | 21 lutego | 2018 | Pjongczang  | Skicross    | Brady Leman           |

### Mistrzostwa świata
| Miejsce | Dzień       | Rok  | Miejscowość          | Konkurencja | Zwycięzca             |
| ------- | ----------- | ---- | -------------------- | ----------- | --------------------- |
| 30.     | 2 marca     | 2007 | Madonna di Campiglio | Skicross    | Tomáš Kraus           |
| 27.     | 2 marca     | 2009 | Inawashiro           | Skicross    | Andreas Matt          |
| 16.     | 4 lutego    | 2011 | Deer Valley          | Skicross    | Christopher Del Bosco |
| 28.     | 10 marca    | 2013 | Voss                 | Skicross    | Jean Frédéric Chapuis |
| 29.     | 21 stycznia | 2015 | Kreischberg          | Skicross    | Filip Flisar          |
| 31.     | 18 marca    | 2017 | Sierra Nevada        | Skicross    | Victor Öhling Norberg |

### Puchar Świata

#### Miejsca w klasyfikacji generalnej
- sezon 2007/2008: 93.
- sezon 2008/2009: 165.
- sezon 2009/2010: 95.
- sezon 2010/2011: 61.
- sezon 2011/2012: 31.
- sezon 2012/2013: 86.
- sezon 2013/2014: 127.
- sezon 2014/2015: 138.
- sezon 2015/2016: 141.
- sezon 2016/2017: 246.
- sezon 2017/2018: 119.

#### Miejsca na podium
1. Les Contamines – 16 stycznia 2011 (Skicross) – 3. miejsce
2. Innichen – 17 grudnia 2011 (Skicross) – 2. miejsce
3. Innichen – 18 grudnia 2011 (Skicross) – 2. miejsce